# Heinrich Nagelschmidt
Heinrich Nagelschmidt (* 27. Oktober 1822 in Köln; † 29. Mai 1902 ebenda) war ein deutscher Architekt, der vor allem mit römisch-katholischen Sakralbauten im Erzbistum Köln bekannt wurde.

## Leben
Heinrich Nagelschmidt besuchte um 1840 die Kölner Gewerbeschule und machte parallel dazu eine Lehre an der Dombauhütte. Er soll anschließend nach unbestätigten privaten Quellen in Berlin, Wien und München studiert haben. Gesichert ist lediglich sein Aufenthalt in Berlin, wo er auch die Prüfungen zum „Baubeflissenen“ (1849) und zum „Privatbaumeister“ (1852) ablegte. Nagelschmidt kehrte nach Köln zurück und wurde dort im Atelier von Vinzenz Statz tätig, indem er für diesen bei einigen Projekten die Bauleitung ausübte.
Nagelschmidt wurde in Köln bekannt und im Jahr 1853 Vorstandsmitglied des von dem Generalvikar des Erzbistums Johann Anton Friedrich Baudri ins Leben gerufenen Vereins für christliche Kunst, der sich auch mit der Sakralarchitektur befasste und Einfluss ausübte. Ab der Mitte der 1850er Jahre machte sich Nagelschmidt selbständig und übernahm Aufträge für verschiedene Objekte, zu denen unter anderem Maßnahmen zur Restaurierung der Kirchen St. Kunibert und St. Andreas in Köln gehörten. 1868 führte Nagelschmidts Entwurf einer Orgelempore für St. Kunibert zum Zerwürfnis mit Vinzenz Statz, wobei die Gründe hierfür sicher nicht an einer von Statz nicht geschätzten stilistischen Form lagen, da beide Architekten Vertreter der Neugotik waren und diesen Baustil im Rheinland häufig anwandten.
Der auch politisch aktive Heinrich Nagelschmidt wurde von der 1867 gegründeten Nationalliberalen Partei im Jahre 1869 als ihr Vertreter in den Stadtrat gewählt. Er gehörte bis zu seinem Tod ununterbrochen der Kölner Bürgervertretung als Vertreter der zweiten Wählerklasse an. Bei mehreren Wahlen zur Stadtverordnetenversammlung wurde er dabei sogar von der gegnerischen Zentrumspartei als Kandidat nominiert.
Heinrich Nagelschmidt war Angehöriger der Pioniere des (2. Rheinischen) Landwehr-Regiments Nr. 28 in Köln. Er schied zwar 1863/1864 aus dem aktiven Dienst aus, nahm aber 1870/1871 als Premierleutnant der Pioniere am Deutsch-Französischen Krieg teil, in dem er mit dem Eisernen Kreuz ausgezeichnet wurde.

## Bauten und Entwürfe (Auswahl)
| Jahr          | Bild | Ort              | Objekt                             | Bundesland          | Kommentar                                                                                 |
| ------------- | ---- | ---------------- | ---------------------------------- | ------------------- | ----------------------------------------------------------------------------------------- |
| 1858–1861     |      | Köln             | St. Andreas                        | Nordrhein-Westfalen | Restaurierung                                                                             |
| 1858–1902     |      | Köln             | St. Kunibert                       | Nordrhein-Westfalen | Restaurierung und Umbau                                                                   |
| 1859–1862     |      | Köln             | Schauspielhaus                     | Nordrhein-Westfalen |                                                                                           |
| 1860          |      | Kendenich        | St. Johann Baptist                 | Nordrhein-Westfalen | neuromanischer Neubau, 1956 durch Erweiterungsbau stark verändert                         |
| 1861          |      | Köln             | Groß St. Martin                    | Nordrhein-Westfalen | Restaurierung                                                                             |
| 1862–1864     |      | Köln-Poll        | St. Joseph                         | Nordrhein-Westfalen | neugotisch, bis auf die Außenmauern im Zweiten Weltkrieg zerstört                         |
| 1862–1879     |      | Köln             | St. Maria im Kapitol               | Nordrhein-Westfalen | Restaurierung                                                                             |
| 1868–1872     |      | Glehn            | St. Pankratius                     | Nordrhein-Westfalen | neugotisch                                                                                |
| 1869          |      | Efferen          | St. Mariä Geburt                   | Nordrhein-Westfalen | neugotisch, am 31. Oktober 1944 vollständig zerstört                                      |
| 1869          |      | Sievernich       | St. Johann Baptist                 | Nordrhein-Westfalen | neugotisch, Pläne von Vincenz Statz durch Nagelschmidt und August Carl Lange überarbeitet |
| 1873          |      | Köln             | Wolkenburg                         | Nordrhein-Westfalen | Restaurierung und Umbau                                                                   |
| 1874–1876     |      | Roisdorf         | St. Sebastian                      | Nordrhein-Westfalen | nur Westseite mit Glockenturm erhalten                                                    |
| 1874 und 1878 |      | Köln             | Marienhospital am Kunibertskloster | Nordrhein-Westfalen | Erweiterungsbau                                                                           |
| 1875          |      | Mönchengladbach  | St. Maria Rosenkranz               | Nordrhein-Westfalen | neugotisch                                                                                |
| 1878          |      | Köln             | Circus Carré (Gertrudenhof Köln)   | Nordrhein-Westfalen |                                                                                           |
| 1879–1881     |      | Köln-Urbach      | St. Bartholomäus                   | Nordrhein-Westfalen | neuromanisch                                                                              |
| 1883–1884     |      | Hastenrath       | St. Wendelinus                     | Nordrhein-Westfalen | neuromanisch                                                                              |
| 1887–1888     |      | Köln             | Kapelle des Allerheiligenkonvents  | Nordrhein-Westfalen | neugotisch                                                                                |
| 1888          |      | Köln             | Hotel Englischer Hof               | Nordrhein-Westfalen | 1911 durch Neubau von Carl Moritz ersetzt                                                 |
| 1888–1889     |      | Essen-Katernberg | St. Joseph                         | Nordrhein-Westfalen | Bau und Ausstattung weitgehend original erhalten                                          |
| 1890–1891     |      | Köln-Langel      | St. Clemens                        | Nordrhein-Westfalen | neugotisch                                                                                |